# Brun bokdvärgmal
Brun bokdvärgmal (Stigmella hemargyrella) är en fjärilsart som först beskrevs av Vincenz Kollar 1832.  Brun bokdvärgmal ingår i släktet Stigmella, och familjen dvärgmalar. Arten är reproducerande i Sverige.

## Bildgalleri

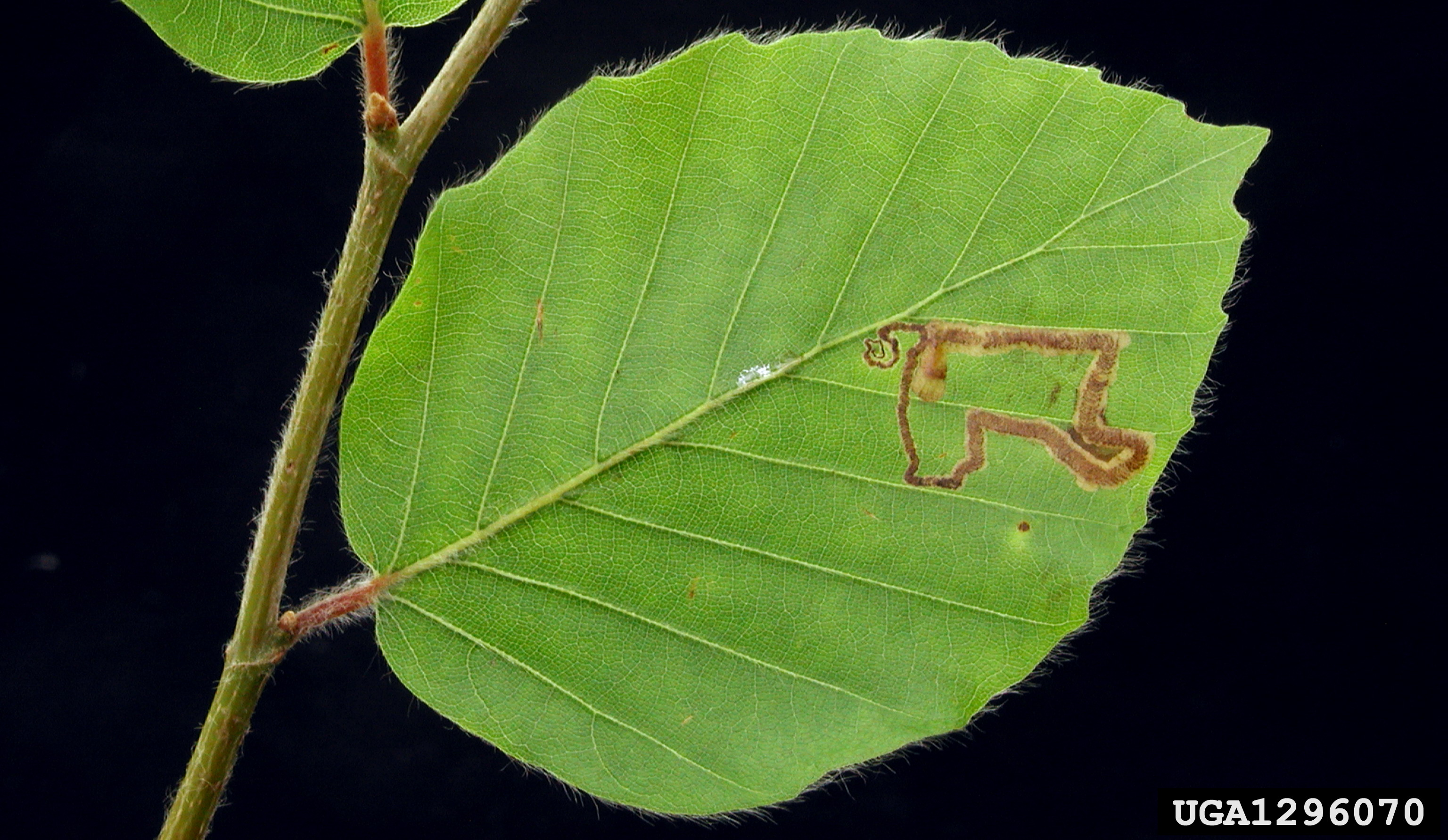
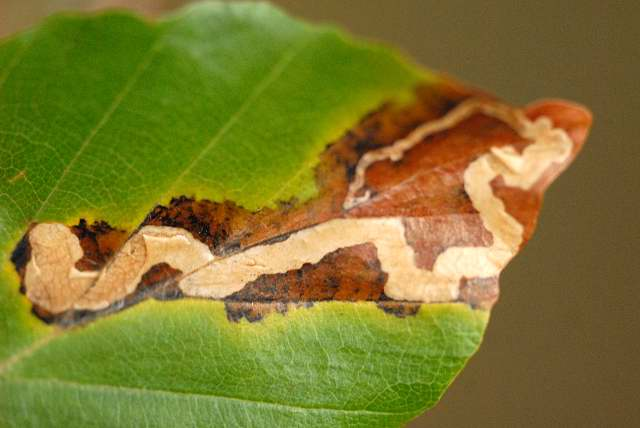